# نهائيات الجولة العالمية لرابطة محترفي التنس 2010

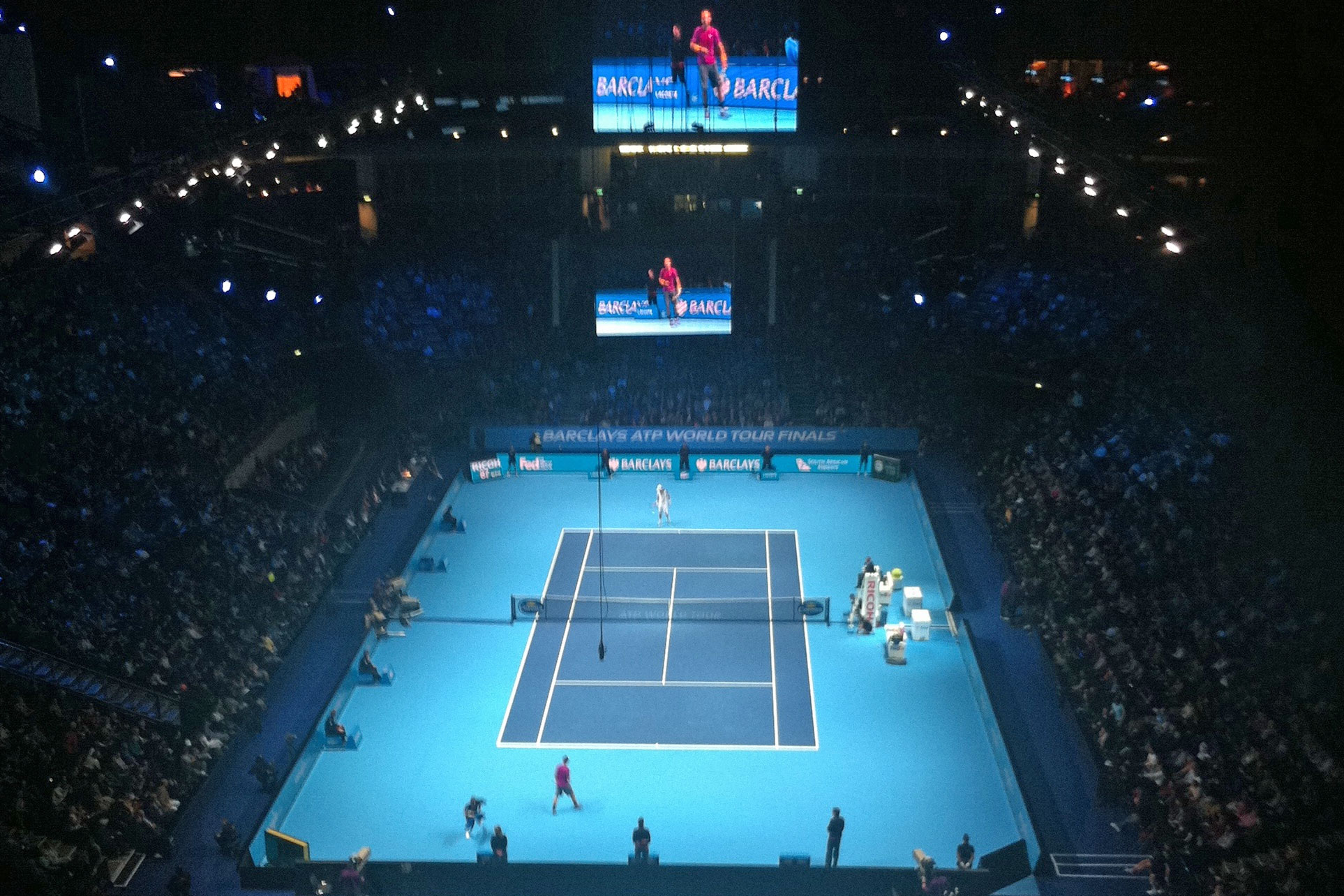
رافائيل نادال مقابل آندي روديك 2010

نهائيات جولة رابطة محترفي التنس 2010 (بالإنجليزية: 2010 ATP World Tour Finals)‏. هي بطولة كرة المضرب الختامية التي اقيمت عام 2010 على استاد اوتو آرينا في لندن. اقيمت البطولة بين 21 و28 نوفمبر 2010. فاز بلقب الفردي السويسري روجر فيدرير عندما هزم الإسباني رافاييل نادال.

## الفائزون
- روجر فيدرير هزم  رافاييل نادال 6–3, 3–6, 6–1 فردي الرجال.
- دانييل نيستور و نيناد زيمونيتش هزما  ماهيش بوباتي و ماكس ميرني 7–6(6), 6–4.